# Deltote triocellata
Deltote triocellata is een vlinder van de familie van de uilen (Noctuidae). De wetenschappelijke naam van deze soort is voor het eerst voorgesteld als Lithacodia triocellata door Emilio Berio in een publicatie uit 1964.
De soort komt voor op Madagaskar.